# Donald Peláez
Donald Peláez – piłkarz urugwajski, napastnik.
Peláez grał w klubie Rampla Juniors w 1949 roku. Jako piłkarz klubu Rampla Juniors wziął udział w turnieju Copa América 1953, gdzie Urugwaj zajął trzecie miejsce. Peláez zagrał we wszystkich sześciu meczach - z Boliwią, Chile (tylko w pierwszej połowie - w przerwie zmienił go Osvaldo Balseiro), Paragwajem, Brazylią (w 83 minucie zmienił go Ruben Morán), Ekwadorem (zdobył bramkę) i Peru (zdobył 2 bramki).
Od 25 lutego 1952 roku do 28 marca 1953 roku Peláez rozegrał w reprezentacji Urugwaju 6 meczów i zdobył 3 bramki.